# 6432 Temirkanov
6432 Temirkanov este un asteroid din centura principală de asteroizi.

## Descriere
6432 Temirkanov este un asteroid din centura principală de asteroizi. A fost descoperit pe 3 octombrie 1975 la Observatorul astrofizic din Crimeea de Liudmila Cernîh. El prezintă o orbită caracterizată de o semiaxă mare de 3,08 ua, o excentricitate de 0,11 și o înclinație de 4,1° în raport cu ecliptica.